# Evangelische Hauptkirche Königsbrück

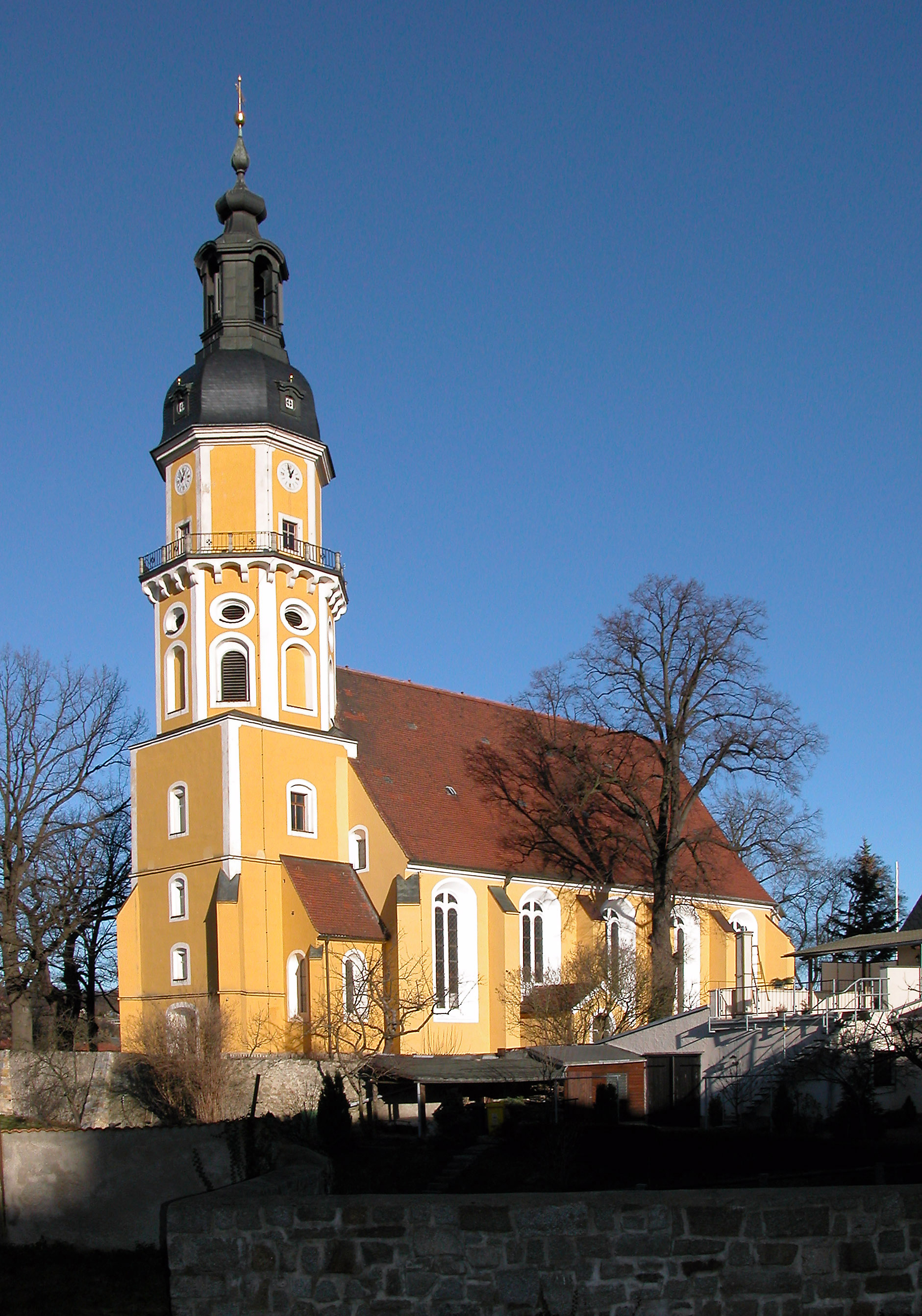
Stadtkirche Königsbrück von Westen

Die Evangelische Hauptkirche ist die Stadtkirche der Stadt Königsbrück in Sachsen.

## Geschichte
Königsbrück wird 1248 erstmals urkundlich erwähnt. 1346 ist in der Meißner Bistumsmatrikel von einem „Plebanus“ (Pfarrer) die Rede. Also bestand damals schon ein Gotteshaus, welches wohl auch als Wehrkirche diente. 1431 brannte die Kirche mit der Stadt im Hussitenkrieg nieder. Kurz darauf wurde eine neue Pfarrkirche im gotischen Stil, wohl eine dreischiffige Hallenkirche, errichtet. Einige Quellen bezeichnen das Gotteshaus als Marienkirche, das Marienpatrozinium kann allerdings nicht eindeutig nachgewiesen werden.
Das Dach war mit Schindeln gedeckt, ein darauf aufsitzender Dachreiter trug das Geläut. Himmelfahrt 1513 brannte der Dachstuhl ab, er wurde kurz darauf wiedererrichtet. Zum Wiederaufbau der beim Brand beschädigten Kirche könnte der Kamenzer Steinmetz Wolff Hrobisch zu Rate gezogen worden sein, denn ab 1510 ist er auf der Baustelle der Nikolaikirche im benachbarten Pulsnitz nachweisbar, da sich an einem Strebepfeiler am Chor der Pulsnitzer Kirche sein Steinmetzzeichen befindet.
1535 hielt der aus Kamenz vertriebene Donat Pfeiffer erstmals einen evangelischen Gottesdienst. Daraufhin wurde in Königsbrück die Reformation eingeführt. 1631 brannte bei einem Stadtbrand auch die Kirche aus, sie wurde zehn Jahre später als Notkirche wiederaufgebaut. Zwischenzeitlich diente wohl die Hospitalkirche als Stadtkirche.
Am 5. November 1682 wurde der Grundstein zur heutigen Pfarrkirche gelegt. Christoph Gottschick aus Pirna leitete den Bau. Am 13. August 1689 wurde der Bau unter Freiherr Maximilian von Schellendorff eingeweiht. 1891 wurde unter der Leitung des Architekten Adolph Canzler der Kirchenraum im Stil des Historismus umgebaut. In dieser Gestaltung präsentiert sich der Raum größtenteils noch heute.

## Baubeschreibung
Das Bauwerk ist eine schlichte, verputzte Saalkirche mit dreiseitigem Schluss und einem Turm, der in ein oktogonales Glockengeschoss mit Umgang überführt ist und mit einer geschweiften Haube und Laterne abgeschlossen ist. Der weiträumige Innenraum ist mit eingeschossigen Emporen an Nord-, West- und Südseite versehen und mit einer Flachdecke mit Voute abgeschlossen.

## Altar

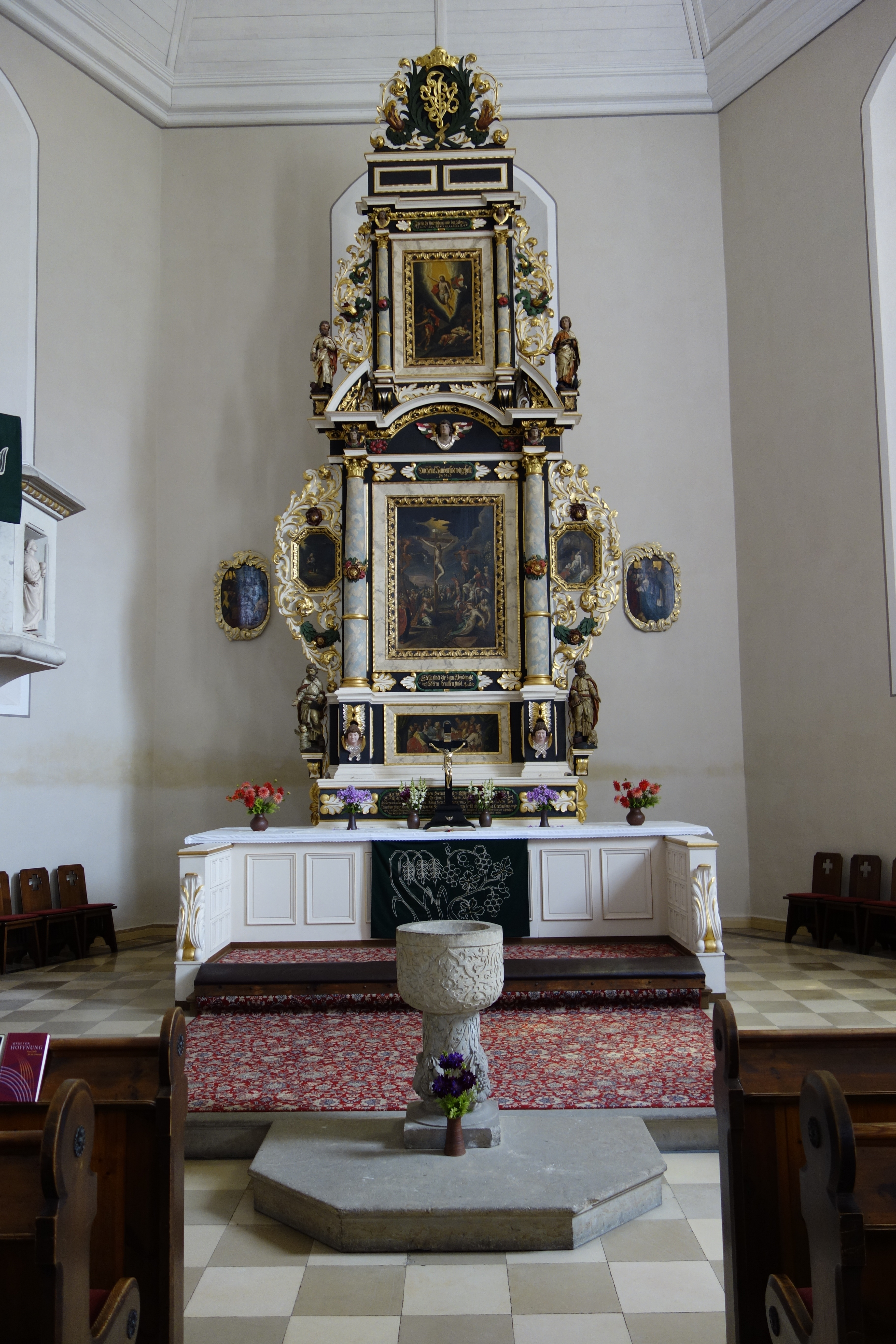
Altar

Der Altar wurde 1692 geweiht. Er entstammt den Werkstätten des Bautzener Malers Sigismund Heinrich Kauderbach und des Tischlers Joachim Stöckel. Sämtliche Schnitzereien wurden von den Bautzener Holzbildhauern Gerber und Götzelt geschaffen.
Die Inschrift in der Predella benennt den Standesherrn Maximilian von Schellendorff als Stifter des Altars. Über der Predella befindet sich eine Darstellung des Abendmahls am Gründonnerstag. Seitlich neben dem Bild finden sich zwei Cherubim; daneben die Evangelisten Matthäus und Markus.
Der Mittelteil des Altars ist dreigeteilt: Mittig ein Bild der Kreuzigung Jesu, daneben jeweils eine Säule mit Akanthuskapitell, rechts neben der Kreuzigung das Bild der Grablegung Christi, links die Andacht Jesu im Ölgarten. Über der Kreuzigung ist ein gesprengter Bogengiebel mit einem Engelskopf angeordnet. Darüber befindet sich ein Gemälde der Auferstehung, das von den Evangelisten Johannes und Lukas flankiert ist. Der Aufbau wird durch ein Monogramm mit den ineinander verschlungenen Lettern JESVS in einem Lorbeerkranz mit Krone bekrönt.

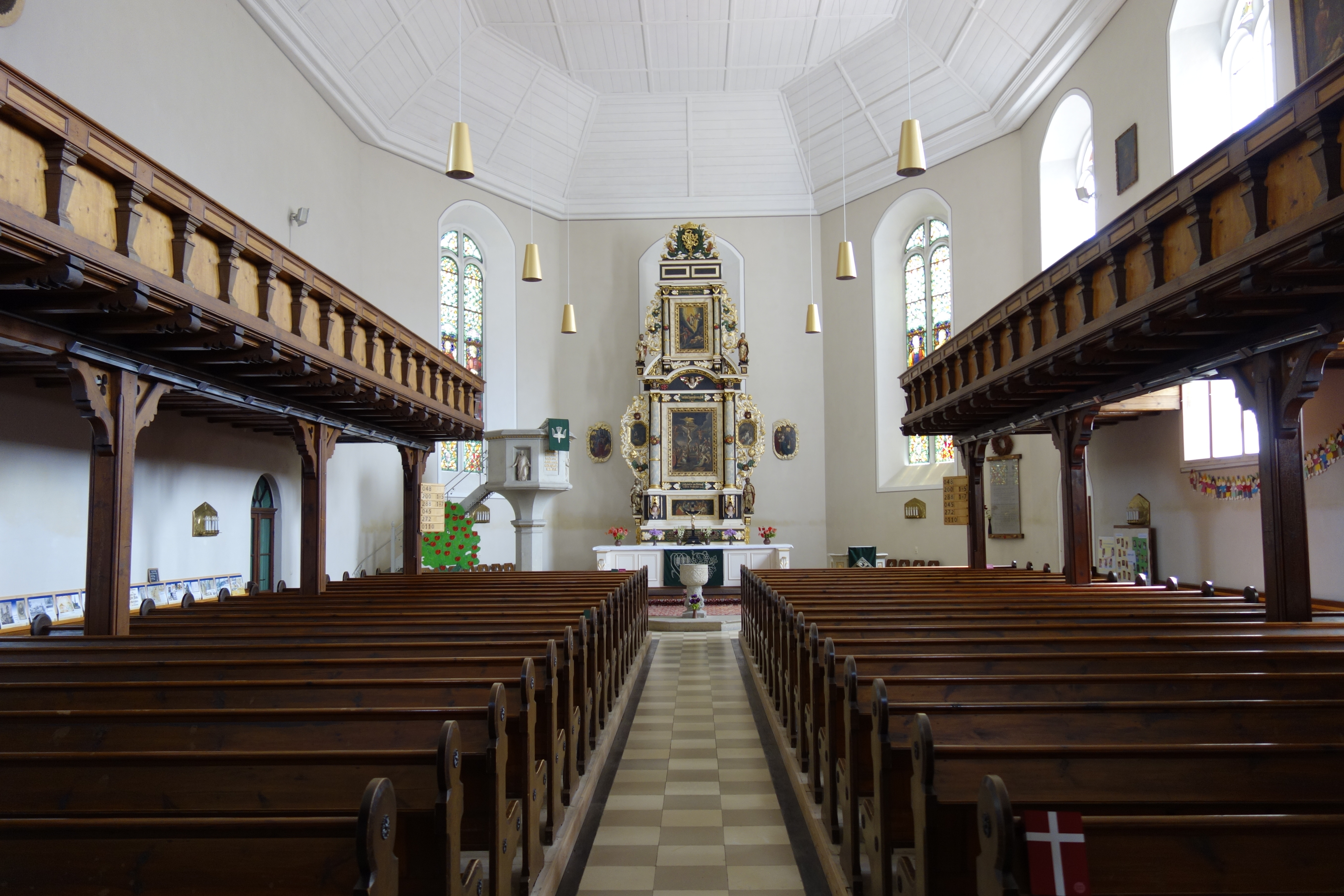
Blick zum Altar

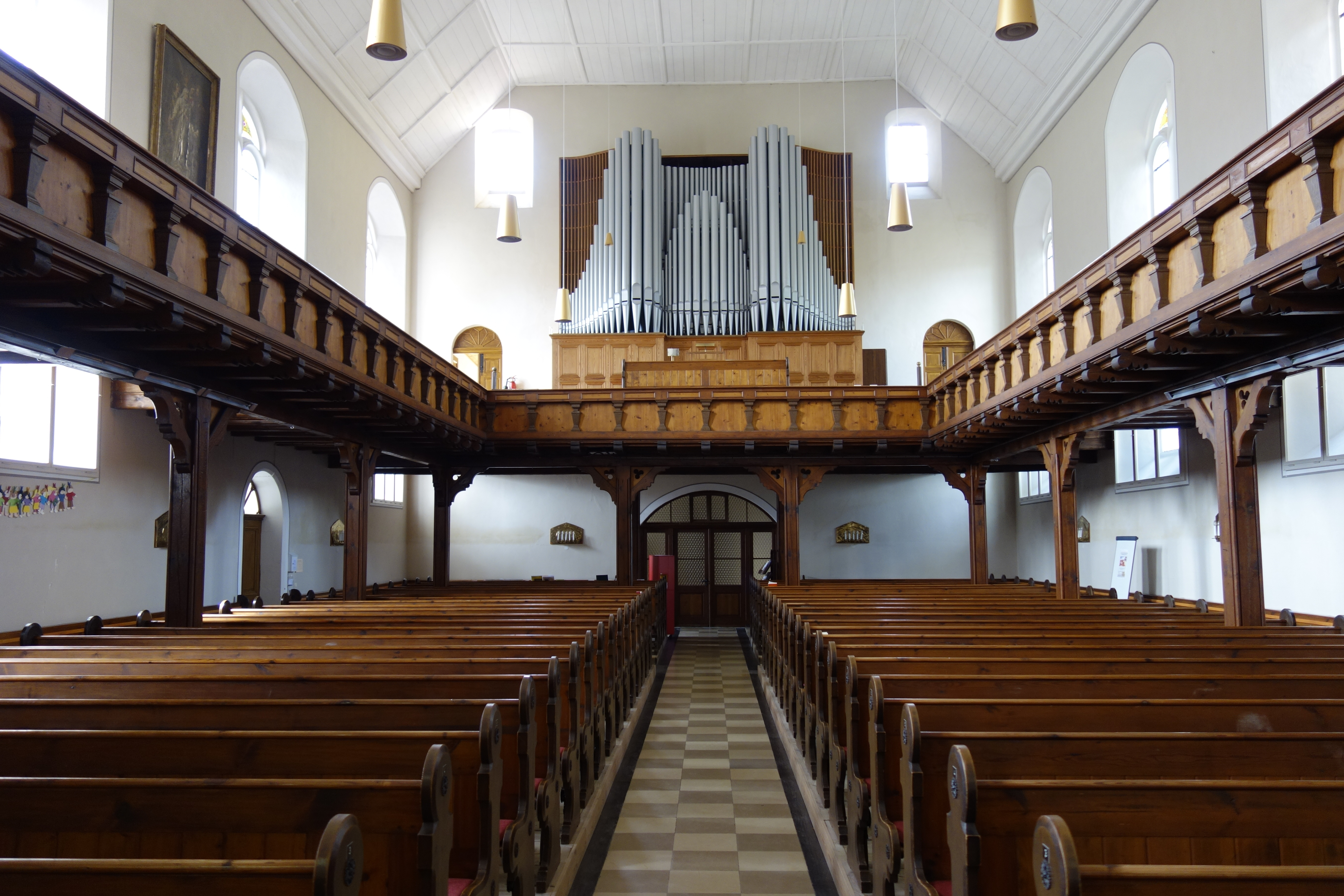
Blick zur Orgel

## Weitere Ausstattung

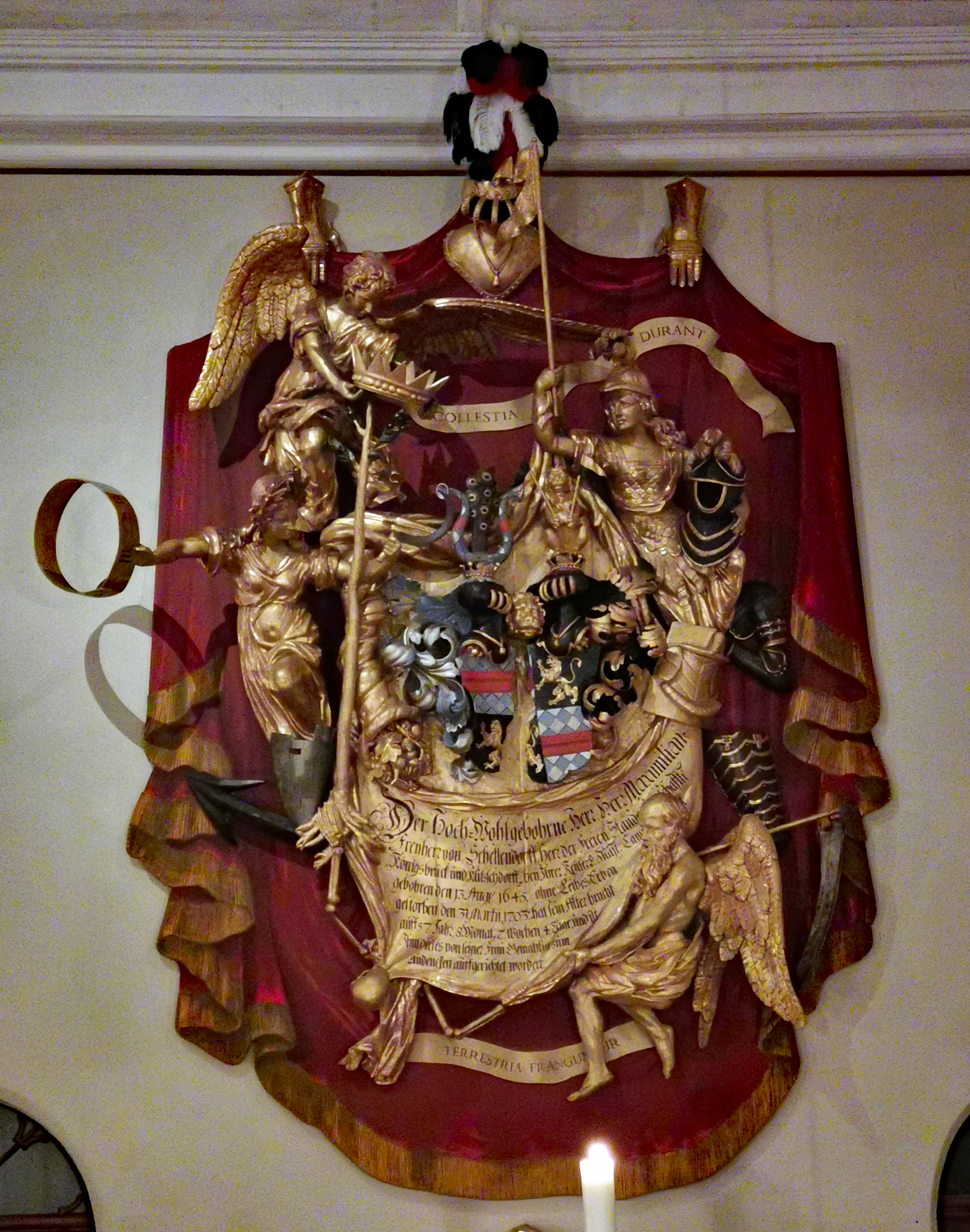
Epitaph des Maximilian von Schellendorf nach der Restaurierung 2020

- zwei gotische Tafelgemälde (Geißelung und Marientod) von 1475 (?) aus der zerstörten Dorfkirche Krakau (Sachsen)
- zwei gotische Leuchter, Anfang 16. Jh.
- Taufstein, um 1600, mit reicher Renaissanceornamentik
- zweimanualige Jehmlich-Orgel (1949) mit 23 Registern[1] und Freipfeifenprospekt
- Relief „Selig sind die zum Abendmahl des Lammes berufen sind“ in der westlichen Vorhalle (1891)
- Großes Epitaph des Maximilian von Schellendorf († 1703) mit einer ikonographisch interessanten Komposition allegorischer Figuren (Bildhauer: Paul Heermann)
- barockes Brustbild des Paulus aus Krakau (Sachsen)
- zwei barocke Gemälde auf Leinwand (Heilige Nacht und  der Herzenstausch der heiligen Katharina von Siena) an der Nordwand über der Empore

## Geläut
Das Geläut besteht aus zwei Stahlglocken und einer Bronzeglocke. Die große Glocke sprang 1783, wurde in Dresden umgegossen und ist als einzige noch erhalten. Die beiden anderen Bronzeglocken wurden 1839–1841 bei Friedrich Gruhl in Kleinwelka umgegossen, mussten jedoch im Ersten Weltkrieg als so genannte Metallspende des deutschen Volkes abgegeben werden.
Daten des Geläuts
| Nr. | Gussdatum | Gießer                                 | Material | Durchmesser | Masse   | Schlagton |
| --- | --------- | -------------------------------------- | -------- | ----------- | ------- | --------- |
| 1   | 1784      | Glockengießerei Michael Weinhold       | Bronze   | 1200 mm     | 1200 kg | e′        |
| 2   | 1920      | Kunst- und Glockengießerei Lauchhammer | Stahl    | 1300 mm     | 0850 kg | gis′      |
| 3   | 1920      | Kunst- und Glockengießerei Lauchhammer | Stahl    | 1100 mm     | 0475 kg | h′        |